# Villanos en la casa
Villanos en la casa (titulado originalmente en inglés Rogues in the House) es uno de los relatos protagonizados por el personaje de espada y brujería Conan el Cimmerio, escrito por Robert E. Howard y publicado por primera vez en la revista pulp Weird Tales en 1934. Está situado en la mítica Era Hiboria, el universo de ficción que Howard creó para los relatos de su personaje, y en él Conan se verá involucrado en el juego de poder entre dos hombres influyentes, que luchan por el control de una ciudad.

## Trama
La historia tiene lugar en una ciudad-estado sin nombre entre Zamora y Corinthia durante una ostensible lucha de poder entre dos poderosos líderes: Murilo, un aristócrata, y Nabonidus, el "Sacerdote Rojo", un clérigo con una sólida base de poder. Después de que le sea entregada una amenaza sutil de parte de Nabonidus, Murilo se entera de la reputación de Conan como mercenario y se dirige a él en busca de ayuda. 
Antes del comienzo de la historia, Conan mató a un sacerdote corrupto de Anu, que era a la vez un perista y un confidente de la policía, pero fue capturado después de embriagarse y ser entregado por una prostituta. Mientras languidece en una cárcel a la espera de la ejecución, Conan recibe la visita de Murilo que le propone un trato: a cambio de dejarlo libre y sacarlo de Corintia con una bolsa de oro, Conan matará a Nabonidus.
A Conan le traen comida, pero mientras la está consumiendo, el carcelero que debía liberarlo cuando Murilo estuviera en casa (y por lo tanto con una coartada) es arrestado por cargos de corrupción (la corrupción parece estar por todas partes en la ciudad). Cuando el nuevo carcelero Pasman ve que un preso a la espera de ser ejecutado está masticando una pierna de carne de vacuno, entra en la celda para confiscársela pero Conan le parte el cráneo con el hueso que estaba royendo y se fuga. 
Durante un tiempo, considera dejar a  Murilo a su suerte, pero luego decide seguir el plan original y cumplir su palabra.
Tras vengarse de la prostituta que lo entregó (mata a su nuevo amante y la tira a un maloliente pozo negro), Conan se cuela en la mansión llena de trampas del Sacerdote Rojo, solo para encontrarse con que Murilo y el mismo Nabonidus están siendo mantenidos cautivos de un tercero misterioso que ha tomado el lugar de Nabónidus y le ha suplantado. Este resulta ser Thak, una primitiva criatura (pre-humana) simiesca a quien Nabonidus había capturado siendo un cachorro y entrenado como guardaespaldas y sirviente. 
Los tres observan a Thak a través de una serie de periscopios ocultos y ven que la criatura ha aprendido a imitar a Nabonidus lo suficientemente bien como para activar una trampa de polen tóxico que elimina otro grupo de asesinos (agitadores nacionalistas) que habían penetrado en la villa.
Por último, Conan y los otros dos hombres logran volver a la casa desde el sótano y Conan derrota a  Thak en combate. Entonces el Sacerdote Rojo se vuelve contra sus compañeros temporales; pero, mientras que Nabonidus se regodea sobre sus planes en un monólogo, Conan lo mata con un taburete expertamente lanzado. La pareja superviviente se van por caminos separados.

## Adaptación
La historia fue adaptada por Roy Thomas y  Barry Smith de Marvel Comics 'Conan el bárbaro # 11, y por Tim Truman y Cary Nord y Tomás Giorello de Dark Horse Comics 'Conan # 41-44.
- Datos: Q1088946